# Rechael Tonjor
Rechael Tonjor, född 14 oktober 1991, är en nigeriansk simmare.
Tonjor tävlade för Nigeria vid olympiska sommarspelen 2016 i Rio de Janeiro, där hon blev utslagen i försöksheatet på 100 meter bröstsim.